# Лютик
Лю́тик  (лат. Ranúnculus) — род однолетних или многолетних травянистых растений семейства Лютиковые (Ranunculaceae). Водные или наземные травы с едким, а иногда и ядовитым соком.

## Название
Русскоязычное родовое название лютик связывают с корнем -лют- из-за «лютого» (ядовитого для скота) сока. Научное латинское название ranunculus переводится как «маленькая лягушка, лягушонок, головастик» и вероятнее всего связано с тем, что многие виды рода произрастают в сырых заболоченных местах, населенных лягушками. Иногда в популярной литературе на русском языке встречается транскрипция научного латинского названия — «ранункулюс» или «ранункулус».

## Ботаническое описание
Корневая система преимущественно короткая мочковатая, иногда с многочисленными собранными в пучок клубневидно-утолщёнными корневыми побегами.
Листья очерёдные, цельные или рассечённые.
Цветки одиночные или собраны в сложные соцветия. Чашелистиков три—пять, у большинства видов пять; лепестков большей частью пять, изредка меньше или больше этого числа; лепесток у своего основания имеет медовую ямку, голую или прикрытую небольшой чешуйкой; тычинок и пестиков множество; пестик состоит из одного плодолистика, с одногнёздой завязью.
Формула цветка: {\displaystyle \ast K_{5}\;C_{5}\;A_{\infty }\;G_{\underline {\infty }}}.
Плод — многоорешек.

## Распространение и экология
Большинство представителей рода встречается в умеренных и холодных климатах Северного полушария. В европейской России встречается до 40 видов, из них наиболее часты Лютик едкий (Ranunculus acris), Лютик многоцветковый (Ranunculus polyanthemos), Лютик ползучий (Ranunculus repens), Лютик ядовитый (Ranunculus sceleratus), Лютик водяной (Ranunculus aquatilis).

## Хозяйственное значение и использование
Лютик значительного практического применения не имеет. Некоторые виды его (Ranunculus acris L., Ranunculus auricomus L., Ranunculus flammula L.) употребляются в народной медицине против многих болезней, а некоторые садовые, преимущественно махровые разновидности (например, с жёлтыми цветками — разновидности Ranunculus acris L., или с белыми — разновидности Ranunculus aconitifolius L.; с разноцветными цветками — Ranunculus asiaticus L.) разводятся в садах как декоративные растения.
Наличие лютиков на земельном участке свидетельствует о высокой кислотности почвы.

## Классификация

### Таксономия
Ranunculus L., 1753, Sp. Pl. : 548
Род Лютик относится к семейству Лютиковые (Ranunculaceae) порядка Лютикоцветные (Ranunculales). Кладограмма в соответствии с Системой APG IV по состоянию на июнь 2024 года:
|  |                                      |  |                                   |                                   |                     |  | ещё 6 семейств |             |             |                                                                 |
|  |                                      |  |                                   |                                   |                     |  |                |             |             | 1 616 подтвержденных видов и 480 видов, ожидающих подтверждения |
|  |                                      |  |                                   | порядок Лютикоцветные             |                     |  |                |             | род Лютик   |                                                                 |
|  |                                      |  |                                   | порядок Лютикоцветные             |                     |  |                |             | род Лютик   |                                                                 |
|  | отдел Цветковые, или Покрытосеменные |  |                                   |                                   | семейство Лютиковые |  |                |             |             |                                                                 |
|  | отдел Цветковые, или Покрытосеменные |  |                                   |                                   |                     |  |                |             |             |                                                                 |
|  |                                      |  | ещё 63 порядка цветковых растений | ещё 63 порядка цветковых растений |                     |  |                | ещё 53 рода | ещё 53 рода |                                                                 |
|  |                                      |  |                                   | ещё 63 порядка цветковых растений |                     |  |                |             | ещё 53 рода |                                                                 |

## Виды
Некоторые из них:
- Ranunculus acris L. — Лютик едкий
- Ranunculus aquatilis L. — Лютик водный
- Ranunculus asiaticus L. — Лютик азиатский
- Ranunculus auricomus L. — Лютик золотистый
- Ranunculus bulbosus L. — Лютик луковичный, или Лютик клубненосный
- Ranunculus cassubicus L. — Лютик кашубский
- Ranunculus circinatus Sibth. — Лютик завитой, или Лютик жестколистный
- Ranunculus fallax (Wimm. & Grab.) Sloboda — Лютик обманчивый
- Ranunculus flammula L. — Лютик жгучий
- Ranunculus glacialis L. — Лютик ледниковый
- Ranunculus gmelinii DC. — Лютик Гмелина
- Ranunculus hederaceus L. — Лютик плющевидный
- Ranunculus illyricus L. — Лютик иллирийский
- Ranunculus lanuginosus L. — Лютик шерстистый
- Ranunculus lingua L. — Лютик длиннолистный
- Ranunculus monophyllus Ovcz. — Лютик однолистный
- Ranunculus montanus Willd. — Лютик горный
- Ranunculus nivalis L. — Лютик снежный
- Ranunculus platanifolius L. — Лютик платанолистный
- Ranunculus polyanthemos L. — Лютик многоцветковый
- Ranunculus polyphyllus Waldst. & Kit. ex Willd. — Лютик многолистный
- Ranunculus repens L. — Лютик ползучий
- Ranunculus reptans L. — Лютик стелющийся, или Лютик простёртый, или Лютик распростёртый
- Ranunculus sardous Crantz — Лютик сардинский
- Ranunculus sceleratus L. — Лютик ядовитый
- Ranunculus seguieri Vill. — Лютик Сегье
- Ranunculus trichocarpus Boiss. & Kotschy — Лютик волосистоплодный
- Ranunculus trichophyllus Chaix ex Vill. — Лютик волосистый, или Шелковник волосолистный
- Ranunculus tripartitus DC. — Лютик трёхраздельный

### Синонимы
- Aphanostemma A.St.-Hil.
- Batrachium (DC.) Gray
- Beckwithia Jeps.
- Casalea A.St.-Hil.
- Ceratocephala Moench
- Coptidium (Prantl) Á.Löve & D.Löve ex Tzvelev
- Cynomorbium Opiz
- Cyprianthe Spach
- Ficaria Guett.
- Flammula (Webb ex Spach) Fourr.
- Gampsoceras Steven
- Hecatonia Lour.
- Hericinia Fourr.
- Ionosmanthus Jord. & Fourr.
- Krapfia DC.
- Kumlienia Greene
- Laccopetalum Ulbr.
- Leuconoe Fourr.
- Myosurus L.
- Notophilus Fourr.
- Pfundia Opiz
- Ranula Fourr.
- Rhopalopodium Ulbr.
- Stylurus Raf.
- Thora Hill
- Xerodera Fourr.
- Xiphocoma Steven